# Тавариш, Гонсалу
Гонса́лу Тава́риш (порт. Gonçalo M. Tavares, август 1970, Луанда) — португальский писатель.

## Биография
Родился в Анголе, тогда — португальской колонии. Рос в Авейру, 18-летним стал одним из реторнадуш и переехал в Лиссабон. Закончил философский факультет Лиссабонского университета, специализировался по эпистемологии. Дебютировал вместе веком и тысячелетием: его первая книга Livro da dança вышла в 2001.

## Творчество
Автор стихов, прозы, эссе, книг для детей. Впрочем, жанровая принадлежность его книг — всегда большой вопрос.

## Избранные произведения

### Романы
- Um Homem: Klaus Klump (2003)
- A Máquina de Joseph Walser (2004)
- Jerusalém (2004, премия Жозе Сарамаго, 2005; премия Ler/Millennium-BCP, премия Portugal Telecom de Literatura, 2007)
- Aprender a Rezar na Era da Técnica (2007, французская Премия  за лучшую иностранную книгу, 2010)
- Uma viagem à Índia: melancolia contemporânea (um itinerário) (2010, переизд. 2011)

### Короткая проза
- O Senhor Valéry (2002, премия Фонда Галуста Гульбенкяна)
- O Senhor Henri (2003)
- O Senhor Brecht (2004)
- O Senhor Juarroz (2004)
- O Senhor Kraus (2005)
- O Senhor Calvino (2005)
- O Senhor Walser (2006)
- O Senhor Breton (2008)
- O Senhor Swedenborg (2009)
- O Senhor Eliot (2010)

## Признание
Получил самые высокие оценки Жозе Сарамаго, Эдуарду Лоренсу, Антониу Лобу Антунеша, Моасира Скляра, Альберто Мангеля, Энрике Вила-Матаса и др.
Книги переведены на многие языки мира. Лауреат множества национальных, зарубежных и международных премий (Италия, Сербия, Бразилия, Франция).